# پادشاه چونگهیه
پادشاه چونگهیه (زادهٔ وانگ یو (왕정, 王禎) ۲۲ فوریهٔ ۱۳۱۵ – ۳۰ ژانویهٔ ۱۳۴۴)، ۲۸مین پادشاه دودمان گوریو کره بود.

## زندگینامه تا ۱۳۳۹
چونگ هیه پسر ارشد شاه چونگ سوک بود. او در سال ۱۳۱۵ به دنیا آمد. در سال ۱۳۲۸ او به یوآن فرستاده شد. پدرش چونگ سوک در سال ۱۳۳۰ توسط ولیعهد سابق الجایتو (نوه امپراتور چونگ نیول که موقعیت خود را به خاطر پسر چونگ سوک چونگ هیه متزلزل می‌دید و با امپراتور یوآن یینگ زونگ برای عزل چونگ سوک از حکومت همدست شده بود) از حکومت برکنار شد و چونگ هیه که در آن زمان در یوآن بود برای به دست گرفتن حکومت توسط یینگ زونگ امپراتور یوآن به گوریو فرستاده شد. اما دو سال بعد با به امپراتوری رسیدن تای دینگ امپراتور بعدی یوآن چونگ سوک برای بار دوم توانست به حکومت بازگردد و چونگ هیه از حکومت عزل و به یوآن فرستاده شد و تا سال ۱۳۳۹ در یوآن بود. در سال ۱۳۳۹ پس از مرگ شاه چونگ سوک جناحین طرفدار ولیعهد سابق الجایتو کودتایی علیه چونگ هیه ترتیب دادند اما کودتای آنان با شکست مواجه شد. و چونگ هیه برای بار دوم به پادشاهی رسید.

## آغاز امپراتوری
این امپراتور که در سال ۱۳۳۹ و برای بار دوم به امپراتوری رسیده بود تمام اوقات خود را به عیاشی و خوشگذرانی می‌گذراند. او در جستجوی زنان بود تا آنان را مورد تجاوز قرار دهد. او زنان زیادی را مورد تجاوز جنسی خود قرار داد و برایش تجاوز در جمع نیز فرقی نداشت. برای او مهم نبود که خدمتکار باشد یا یک شاهزاده خانم خانواده سلطنتی او حتی به مادر ملکه و صیغه های پدرش نیز تجاوز کرد. او همچنین دستور داد دوشیزه های جوان را از سراسر کشور جمع‌آوری کرده و آنها را به اتاق پادشاه بفرستند طبق گوریوسا پس از آن چونگ هیه حتی دچار خونریزی هم شد. طبق مدارک گوریوسا او دارای بیماری سوزاک بوده و زنانی که با او ارتباط داشتند نیز به همین بیماری مبتلا بودند. علاوه بر تجاوز و زناشویی او کالاها را توسط دبیرخانه جمع‌آوری کرد و به زور از مردم مالیات می‌گرفت و آنها  را جمع کرده و برای زندگی شبانه خود خرج می‌کرد.او در زمان حکومت خود فرمانده گروه جئوگولده که حافظان گوریو و از وفادارترین فرماندهان به کشور و مردم بودند را احضار کرد. به سبب خدمات فرمانده گروه جئوگولده و دفاع از کشور در برابر دشمن، دستگیری راهزنان، شناسایی و کشتن جاسوسان دشمن و… رئیس گروه جئوگولده در آن زمان بین مردم محبوبیت داشت. چونگ هیه محبوبیت او بین مردم او را خطری برای حکومت خود می‌دانست او را احضار کرد و به قتل رساند.
دستور به ساخت قصر جدید
چونگ هیه دستور به ساخت قصر جدیدی داد و دستور به جمع‌آوری زنان و دختران برای او در این قصر داد. حتی شایعاتی مطرح شد که گفته می‌شد پادشاه در زیر قصرش کودکان را شکار می‌کند اما خرانه که به خاطر خرج های گزاف چونگ هیه و اطرافیانش از کنترل خارج شده بود برای ساخت قصر جدید با کمبود بودجه مواجه شد و ساخت قصر جدید به تأخیر افتاد.

## عزل از پادشاهی و مرگ
پس از این که چونگ هیه دو صیغه پدرش (شاهزاده خانم گیونگوا و سو-بی کوان) را مورد تجاوز جنسی قرار داد. گیونگوا که به یوآن گریخته بود پیش امپراتور یوآن از چونگ هیه شکایت کرد. سرانجام چونگ هیه به خاطر تمام کارهایی که انجام داده بود توسط امپراتور یوآن دستگیر و به پکن در یوآن کشانده شد در ابتدای این که او به یوآن فرستاده شد تعدادی از بزرگان و تجار که اهداف خود را در خطر دیدند با نوشتن نامه‌ای به امپراتور یوآن خواستار بازگرداندن چونگ هیه به سلطنت شدند ولی کوشش آنان به جایی نرسید و چونگ هیه به عنوان مقصر شناخته شد و به تبعید به شهرستان یوآنانگ (یوئانگ امروزی) محکوم شده و در آنجا به خاطر خوردن نارنگی مسموم از دنیا رفت. شایعاتی مطرح شد که او در راه مسموم شده است ولی علت مرگ او هر چه بود باعث خوشحالی بسیار زیاد مردم شد و مردم پس از مرگ او جشن گرفتند و گفتند حالا می‌توانیم دوباره زندگی کنیم.

## در Goryeosa
این پادشاه در Goryeosa (کتاب تاریخ گوریو) به خاطر سبک زندگی پر از خوشگذرانی اش به ویژه عادت به آدم‌ربایی تجاوز به زنان و قتل آنان به یادگار ماند. نقش این پادشاه در سریال سرنوشت هنگام به قتل رساندن فرمانده گروه جئوگولده را اوه-هیون-چول ایفا کرده‌است.

## خانواده
پدر: پادشاه چونگسوک اول از گوریو (۳۰ ژوئیه ۱۲۹۴–۳ مه ۱۳۳۹) (고려 충숙왕)
پدربزرگ: پادشاه Chungseon از Goryeo (20 اکتبر ۱۲۷۵–۲۳ ژوئن ۱۳۲۵) (고려 충선왕)
مادربزرگ: کنسول رویال Yasokjin Ui-Bi (؟ - ۱۸ ژوئیه ۱۳۱۶) (의비 야속 진)
مادر: ملکه گونگون از قبیله نامیانگ هنگ (۱۸ ژوئیه ۱۲۹۸ - ژانویه ۱۳۸۰) (공원 왕후 홍씨)
پدربزرگ: هنگ گیو (۱۲۴۲–۲۳ ژوئن ۱۳۱۶) (홍규)
مادربزرگ: بانوی کیم از قبیله گوانجوجو کیم (광주 김씨)
همسران و فرزندان:
شاهزاده خانم کنسول Deoknyeong از قبیله Borjigin (؟ - 1375) (덕녕 공주)
شاه چونگموک گوریو (15 مه 1337 - 25 دسامبر 1348) (고려 충목왕)
شاهزاده خانم جانگنیونگ (장녕 공주)
Royal Consort Hee-Bi از قبیله Papyeong یون (؟ - 1380) (희비 윤씨)
پادشاه Chungjeong از Goryeo (1338 - 23 مارس 1352) (고려 충정왕)
پرنسس اونچئون از طایفه Im (은천 옹주 임씨)
وانگ سوک Gi (1341 - 1375) (왕 석기)
Bayankhutag از قبیله Borjigin ، شاهزاده خانم Gieonghwa (؟ -1344) (경화 공주) [3]
Royal Consort Hwa-Bi از قبیله Namyang Hong (화비 홍씨)